# 前田佳代乃
前田 佳代乃（まえだ かよの、1991年1月13日 - ）は、元女子自転車競技（トラックレース）選手。全日本選手権トラック種目女子スプリントで10連覇

## 経歴
兵庫県西宮市出身。鹿屋体育大学卒業。実父の影響を受けて自転車競技に取り組むようになった。
兵庫県立西宮高等学校時代の2008年、奈良競輪場で開催された第28回アジア自転車競技選手権大会ジュニア部門・500m個人タイムトライアル（500mTT）で優勝。また、前橋競輪場で行われた、全日本自転車競技選手権大会・500mTTでも優勝。
2009年にはジュニア世界選手権自転車競技大会（モスクワ）・500mTTにおいて、36秒111を記録し5位入賞。また、全日本自転車競技選手権大会（境川自転車競技場）では、500mTT2連覇を果たした他、個人スプリントも制し、短距離二冠を達成。
2010年は、ガールズケイリン第3、4戦優勝。そして、全日本自転車競技選手権大会（宮城県自転車競技場）で、2年連続の個人スプリント、500mTT制覇（500mTTは大会3連覇）を達成。
2011年は、全日本自転車競技選手権大会で、500mTT 4連覇、個人スプリント3連覇、新種目のチームスプリントでも石井寛子とのペアで制し、三冠を達成した。
2012年は、5月1日、ロンドンオリンピック代表選手に選出されたが、ロンドンオリンピック ・スプリントにて1/16決勝敗者復活戦で敗退。そのほか、全日本自転車競技選手権大会で、500mTT 5連覇、個人スプリント4連覇、石井寛子のペアで挑んだチームスプリントも連覇し、2年連続三冠を達成。またトラックワールドカップ・カリ大会で、石井寛子とのコンビで2位。
2013年、鹿屋体育大学を卒業。以後、京都府自転車競技連盟所属選手として活動。
2018年9月9日、伊豆ベロドロームでの全日本選手権トラック種目女子スプリント決勝で太田りゆを下し10連覇を達成。その直後、現役引退を表明した。
現役引退後は「就職活動中」としたが、日本オリンピック委員会が実施しているトップアスリートの引退後のセカンドキャリア支援「アスナビNEXT」を利用し、電通の子会社である電通九州に採用され、2019年2月1日付で入社した。